# 피터 핀치
프레데릭 조지 피터 잉글 핀치(영어: Frederick George Peter Ingle Finch, 1916년 9월 28일 ~ 1977년 1월 14일)는 오스트레일리아의 배우이며 예비역 오스트레일리아 육군 중사(1948년 예편) 출신이다.

## 출연 작품
- 엔터베 특공 작전 (1977)
- 네트워크 (1976)
- 잃어버린 지평선 (1973)
- 레드 텐트 (1971)
- 사랑의 여로 (1971)
- 라일라 클레어의 전설 (1968)
- 성난 군중으로부터 멀리 (1967)
- 주디스 (1966)
- 피닉스 (1965)
- 달의 첫 인간 (1964)
- 펌프킨 이터 (1964)
- 더 씬스 오브 레이첼 케이드 (1961)
- 노 러브 포 자니 (1961)
- 키드내피드 (1960)
- 오퍼레이션 암스테르담 (1959)
- 파계 (1959)
- 윈덤스 웨이 (1957)
- 라플라타 강의 전투 (1956)
- 거상의 길 (1954)
- 탐정 브라운 신부 (1954)
- 더 미니버 스토리 (1950)
- 목마 (1950)
- 더 래츠 오브 토브럭 (1944)